# Платон (Артемюк)
Епископ Платон (в миру Платон Артемюк; 18 декабря 1891, село Носов, близ Бяла-Подляска , Холмская губерния — 5 августа 1951,Торонто, Канада) — церковный деятель Украинской автокефальной православной церкви, епископ Ровенский (с 2 августа 1942 года).

## Биография
В 1910 году окончил семинарию в Бяла-Подляска (ныне Польша). Учительствовал в течение 3-х лет. Позже, поступил в Педагогический институт в Вильнюсе, который окончил в 1916 году.
15 марта 1936 г. был рукоположен в священники митрополитом Волынским и Житомирским Алексием (Громадским) и назначен на приход в селе Новоставцы в Ровенской области Волыни.
Викарий Ровенской епархии УАПЦ.
Посвящён в сан епископа Украинской автокефальной православной церкви 2 августа 1942 года в Киеве на оккупированной фашистами Украине. Хиротонию проводили Никанор (Абрамович) и Мстислав (Скрипник).
14 января 1944 года бежал из Ровно в Варшаву и был назначен секретарём Синода епископов УАПЦ на Варшавском Соборе. Оставался секретарём Синода в Германии до окончания войны.
Позже, в 1951 году переселился в Торонто, Канада, где и умер в том же году.
Епископ Платон не имел предшественника и преемника.